# Tremezzo
Tremezzo es una localidad y ex comune italiana de la provincia de Como, región de Lombardía, con 1.310 habitantes.

## Evolución demográfica
| Gráfica de evolución demográfica de Tremezzo entre 1861 y 2001 |
|                                                                |
| Fuente ISTAT - elaboración gráfica de Wikipedia                |